# Ahmed Afifi
Ahmed Afifi (30 de março de 1998) é um voleibolista profissional egípcio.

## Carreira
Ahmed Afifi é membro da seleção egípcia de voleibol masculino. Em 2016, representou seu país no voleibol nos Jogos Olímpicos de Verão no Rio de Janeiro, que ficou em 9º lugar.